# 11146 Kirigamine
11146 Kirigamine è un asteroide della fascia principale. Scoperto nel 1997, presenta un'orbita caratterizzata da un semiasse maggiore pari a 2,8364678 UA e da un'eccentricità di 0,0129498, inclinata di 3,19403° rispetto all'eclittica.